# Ледена епоха 6
„Ледена епоха 6“ (на английски: Ice Age 6) е предстоящ американски анимационен приключенски комедиен филм от 2026 г., продуциран от „Туентиът Сенчъри Анимейшън“ и е разпространен от „Туентиът Сенчъри Студиос“. Той ще е продължение на „Ледена епоха 5: Големият сблъсък“ (2016), шестата главна част, и изцяло седмия филм на филмовата поредица „Ледена епоха“. Рей Романо, Джон Легуизамо, Денис Лиъри, Куин Латифа и Саймън Пег ще се завърнат с ролите си от предишните филми. Той ще е първият филм на поредицата, който не е продуциран от „Блу Скай Студиос“ след затварянето му на 10 април 2021 г.
Премиерата на филма се очаква да излезе по кината в Съединените щати на 18 декември 2026 г.

## Актьорски състав
- Рей Романо – Мани, мамут и водач на стадото.[4]
- Джон Легуизамо – Сид, ленивец и собственик на стадото.[4]
- Денис Лиъри – Диего, саблезъб тигър и втори собственик на стадото.[4]
- Куин Латифа – Ели, женски мамут и съпруга на Мани[4]
- Саймън Пег – Бък, едноока невестулка и ловец на динозаври[4]